# Lycaena bourdouxhei
Lycaena bourdouxhei är en fjärilsart som beskrevs av Cabeau 1924. Lycaena bourdouxhei ingår i släktet Lycaena och familjen juvelvingar. Inga underarter finns listade i Catalogue of Life.